# Totò busca casa
Totò busca casa (italià: Totò cerca casa) és una pel·lícula de comèdia italiana de 1949 dirigida per Mario Monicelli i Steno. La pel·lícula està relacionada estilísticament amb el neorealisme italià, encara que es pot veure com una paròdia. Va ser un èxit comercial, sent la segona pel·lícula més popular a la taquilla aquell any. Les escenes inicial i final de la pel·lícula foren preses de Els Blandings ja tenen casa, amb Cary Grant i Myrna Loy. Ha estat doblada al català.

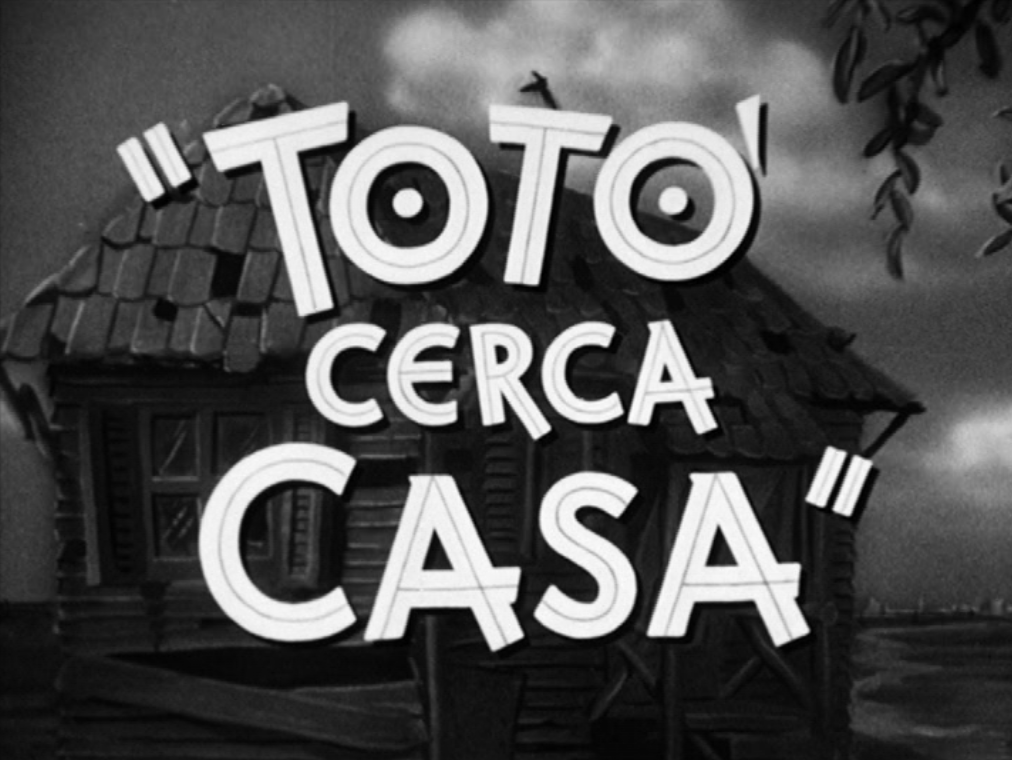
Títol de capçalera

## Argument
En una Itàlia de la postguerra, el problema de cada ciutadà és trobar un lloc còmode per viure. Beniamino Lomacchio (Totò) és una de les moltes persones sense llar i, juntament amb la seva família, viu a una escola. No obstant això, no pot viure-hi molt més, perquè l'escola torna a obrir al setembre. Beniamino és un pobre empleat i no sap què fer; només espera trobar un apartament còmode amb un propietari que no demani massa lloguer.

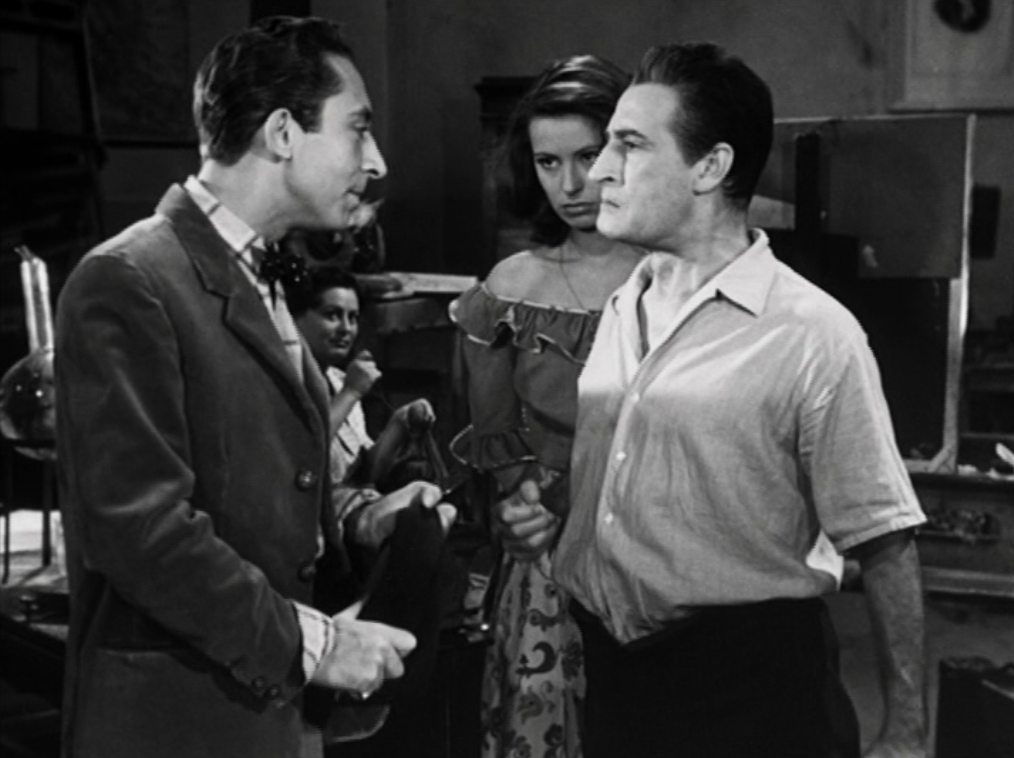
Totò amb Aroldo Tieri i Lia Amanda en una escena del film.

Un dia, però, Beniamino troba un lloc on viure: la casa d'un conserge del cementiri. No tota la família està convençuda que sigui una gran idea. S'hi queden una estona, fugint quan creuen veure un fantasma. Després de sortir de casa, Beniamino troba una altra feina a l'estudi d'un artista. Però fins i tot aquí la família Lomacchio no estarà d'acord amb Beniamino. Aleshores troben un gran apartament. Però han estat enganyats; l'apartament ja ha estat llogat a una altra família. Finalment, fins i tot després de quedar-se al Colosseu, Beniamino té un accident de cotxe. Finalment ha trobat una llar: un hospital psiquiàtric.

## Repartiment
- Totò: Beniamino Lomacchio
- Alda Mangini: Amalia Lomacchio
- Lia Amanda: Aida Lomacchio
- Mario Gattari: Otello Lomacchio
- Aroldo Tieri: Checchino
- Folco Lulli: ambaixador turc
- Enzo Biliotti: alcalde
- Mario Castellani: estafador
- Pietro De Vico: xinès
- Flavio Forin: vídua
- Giacomo Furia: Pasquale Saluto
- Marisa Merlini: patrona
- Luigi Pavese: cap d'oficina
- Cesare Polacco: custodi adjunt
- Alfredo Ragusa: conserge
- Mario Riva: propietari de l'agència immobiliària
- Lilo Weibel: dona de l'ambaixador turc

## Producció
| «                 | Steno i jo vam ser directors per casualitat quan vam inventar Totò busca casa. | » |
| — Mario Monicelli |                                                                                |   |

Carlo Ponti, productor executiu de Lux Film, es va posar en contacte amb Totò per rodar la pel·lícula L'imperatore di Capri en set setmanes i des que el rodatge va acabar abans, Ponti va convèncer l'humorista napolità de protagonitzar una altra pel·lícula no amb Lux sinó pel seu compte; així, inspirada en la comèdia Il custode d'Alfredo Moscariello, va néixer la idea d'aquesta pel·lícula, que també va comptar amb la participació d'Alda Mangini.
Totò cerca casa va néixer, doncs, per casualitat, no hi havia grans preparatius. A Totò li van oferir deu milions de lires per les dues pel·lícules i seixanta dies de feina. Carlo Ponti, que ja tenia el contracte amb l'actor, se'n va anar a Steno i Monicelli per unes idees: «Necessito una idea per al Totò, idea alguna cosa, escriu-la ràpidament. Mentrestant, estic buscant un director i a veure si puc muntar la pel·lícula". Així que els dos directors van escriure el guió juntament amb Age & Scarpelli. Un cop acabat el guió, encara faltava el director: Ponti va decidir, per tant, confiar la pel·lícula directament a Monicelli i Steno. Per a la realització també es van inspirar en la història còmica La famiglia Sfollatini, dibuixada per Attallo, un il·lustrador humorístic que també va inspirar Fellini. Els dos directors volien mirar de representar un tema molt estès: com és el problema de l'habitatge, pretenien donar "el retrat d'una època i d'una societat en ebullició".
Totò busca casa es va rodar amb una relació d'aspecte d'1,37:1 en format 35 mil·límetres, amb el procés cinematogràfic Spherical.

## Censura
La pel·lícula va tenir alguns problemes menors amb la censura cinematogràfica, especialment pel llenguatge. En aquell moment la comissió encara no estava ben organitzada. Els productors, però, sense que els directors ho sabessin, havien començat a fer llegir els guions a l'agent de censura Annibale Scicluna Sorge, amb qui Steno i Monicelli tindran més tard un enfrontament per Guardie e ladri, que va aconsellar als productors quines escenes rodar i no rodar.

## Recepció
Rodada l'estiu de 1949, va tenir un gran èxit de públic quan es va estrenar. Després va ser exportada a Portugal i presentada al públic el 24 de novembre de 1950, sota el títol Totó Procura Casa.

### Taquilla
En aquell moment, la pel·lícula va recaptar 515.000.000 ₤, posicionant-se en el segon lloc de la classificació estacional darrere de la pel·lícula Catene de Raffaello Matarazzo. Hi va haver 5.364.584 espectadors durant el període de projecció de la pel·lícula.

### Crítica
La pel·lícula va dividir els crítics per la meitat: alguns com Morando Morandini parlaven d'una "paròdia irresistible del neorealisme" i d'un Totò "formidable", mentre que altres, en canvi, la van descriure com una obra insuficient, fins i tot escabrosa i pornogràfica.